# Jedenaste przykazanie
Jedenaste przykazanie – polski telewizyjny film fabularny z 1987 r. w reżyserii Janusza Kondratiuka.

## Obsada
- Katarzyna Walter – Maria
- Edward Żentara – Markus
- Jan Stawarz(inne języki) – Dobromił Hanke, obuwnik
- Zofia Merle – Blażenka, żona Hankego
- Lech Ordon – Henryk Kielar, przodownik Policji
- Mirosława Dubrawska – pani Rokefeler
- Adrianna Biedrzyńska – Jadzia „Kiki”, prostytutka u pani Rokefeler
- Wanda Łuczycka – Goldszmidka
- Jerzy Turek – Rogal, szambiarz
- Ryszard Barycz – generał
- Stanisław Brudny – ksiądz
- Witold Dederko – malarz w kościele
- Henryk Nowak[1] – Bronisław Kołtun
- Bohdana Majda – Hela, żona Henia Kielara
- Lech Sołuba – wachmistrz Sołuba, dowódca ułanów
- Krzysztof Tyniec – ułan prowadzący Kasztankę
- Janusz Paluszkiewicz – woźnica kupujący buty do trumny
- Zbigniew Buczkowski – rzeźnik na rynku
- Halina Dunajska
- Bogusław Hubicki
- Daniela Makulska
- Sławomir Matczak
- Monika Jóźwik

## Opis fabuły
Miasteczko w Polsce przed II Wojną. Targ, a na jego środku sławojka. Przy rynku knajpa Goldschmidtki, hotel z domem publicznym, kino „Paradis” i prowadzony przez małżeństwo sklep z obuwiem Bata. Porządku pilnuje miejscowy policjant. W tym obskurnym i prymitywnym środowisku panuje atmosfera tęsknoty za cywilizacją. Lekiem na poprawienie nastroju jest alkohol i 'dziewczynki'. Świętością jest kult kobyły Piłsudskiego – Kasztanki. Miasteczko odwiedzają żołnierze stacjonującego w pobliżu pułku ułanów, którzy szukają tu urozmaicenia podczas służby.
Młoda kobieta, Maria z synem na ręku siedzi na placu. Zostaje kupiona do pomocy w sklepie obuwniczym. Hanke to lokalni bogacze, który posiadają odbiornik radiowy. Użyczają Marii obskurny pokoik: „Będziesz tu miała jak u Pana Boga za piecem.[...] Masz tu wszystko, co człowiek potrzebuje: łóżko, stołek, miednicę i nocnik”. Tymczasem do miasteczka powraca na rowerze Markus, wędrowny fotograf. W międzyczasie następuje przypadkowa zamiana kobył. Markus poznaje Marię i wzrusza się jej losem. Chce adoptować jej syna – jak Józef... Postanawia jej, Marii pomóc – „coś za coś”, za pójście z nim do kina. Daje dziecku swoje imię i nazwisko; „Ochrzczę gnoja, dam mu swoje imię i nazwisko, niech ma”. Na 'matkę chrzestną' wybiera swego dawnego przyjaciela. Jest nim Kołtun, mężczyzna nierozgarnięty, lecz o gołębim sercu. Przyjeżdża pędem, „łapiąc co się nawinie” pociągiem pancernym. W kościele Markus dowiaduje się, że matką chrzestną musi być kobieta. Po uroczystości odbywa się przyjęcie u pani Rokefeler, gdzie decydują się losy Marii, przybranego syna Markusa i ojca chrzestnego, Kołtuna i jego kolegów...

## Nagrody
- Syrenka Warszawska (nagroda Klubu Krytyki Filmowej SDP) (1988) - w kategorii filmu fabularnego

## Plenery
- Serock